# Фехтовка
Фехтовка е вид борба между двама или повече души използвайки различни по вид оръжия, както и ръкопашен бой. Терминът произлиза от немската дума „fechten“, бия се. Първоначално фехтовката е била приложима бойна система, а не спорт. В Европа е съществувала богата традиция на преподаването и усвояването ѝ, за което свидетелстват десетки учебници по фехтовка, най-ранният от които е от 13 век. Освен изцяло запазените фехтовални книги (Fechtbuecher) има запазени и отделни трактати, съчинения, изображения и прочее документи, разкриващи отношението на средновековния и ренесансов човек към фехтовката. Употребявани са различни оръжия – едноръчен меч и юмручен щит (бъклър), дълъг меч, копие и други. Основен инструмент при обучението на воините, както се подразбира, е бил мечът. Чрез овладяването му бойците са достигали до всички принципи, необходими за боравенето с останалите оръжия в арсенала. Освен това част от задължителната подготовка е включвала и ръкопашен бой.
През XVIII и XIX век фехтовката се обособява като вид спорт. Най-активно е практикувана и бързо се развива във Франция, Италия, Австро-Унгария и Германия. Официалните международни турнири в Европа водят своето начало от края на XIX век. През 1896 година фехтовката е включена в програмата на Първите олимпийски игри и оттогава е неизменен олимпийски спорт – чест, която е оказана само на още три спортни дисциплини. (Фехтовката е вид борба между двама души, която представлява дуелиране с оръжия като саби, ножове и мечове. Терминът „фехтовка“ произхожда от отбранително умение на рицарите. Историята и може да се проследи назад до 12 век, от когато датира първата книга за фехтовални умения).
Видовете оръжия, с които се практикува спортна фехтовка:
- сабя – поражаема повърхност е трупът от кръста нагоре, ръцете, шията, главата;
- рапира – поражаема повърхност е само трупът;
- шпага – поражаема повърхност е цялото тяло на фехтовача.

От края на XX век се разраства движение за възстановяване на традиционната европейска фехтовка като бойно изкуство във вида му от Средновековието и Ренесанса. Най-вече в Европа и САЩ възникват групи, клубове и школи, които поотделно или съвместно работят по историческите източници, като дейността им варира в спектъра от по-академични занимания по експериментална археология, до тренировки по историческа фехтовка като бойно изкуство, фокусиращо употребата на различни остри и тъпи хладни оръжия. Първият клуб по традиционна фехтовка в България е школа за средновековна европейска фехтовка „Мотус“. Стандартите за екипировка варират между клубовете и нивото на трениращите или провежданото събитие. Като цяло практикуващите исторически европейски бойни изкуства избягват въвеждането на правила и превръщането им в цел на тренировките, което е присъщо само за спорта. По необходимост с цел безопасност се налагат ограничения при свободна работа, както и се изготвят конкретни правилници за провеждане на по-мащабни събития като състезания.

## Екипировка на спортната фехтовка
Спортистите се състезават със специални екипи, които ги предпазват от нараняване. Те позволяват безопасното провеждане на боевете. Всеки екип се състои от: маска, (предпазва главата от нараняване) костюм в две части (изработен от кевлар или друг материал), пластмасови протектори, ръкавица и ламе, което представлява жилетка с вплетени метални нишки. То служи за регистриране на точките (тушове).
Видове спортни оръжия:сабя, рапира, шпага. Сабята е мушкащо и сечащо оръжие (може да се нанесе туш както с върха така и със сечащата част на оръжието). Тук поражаемото пространство са торсът, ръцете и главата. Туш се дава за състезателят който е започнал атаката, а ако двамата са тръгнали едновременно, то туш не се дава. Рапирата е мушкащо оръжие (туш може да се нанесе само с върха) като поражаемата повърхност е само торсът (без ръцете, краката и главата). Тушовете се присъждат както при сабята – в зависимост от това кой е тръгнал в атака. Шпагата е мушкащо оръжие. При нея поражаемата повърхност е цялата част на фектовача-крака, ръце, торс, глава. Туш се присъжда за този състезател, който пръв мушне другия. Ако и двамата се мушнат, то се дава туш за двамата.

## Правила на спортната фехтовка
В първия кръг състезателите се разделят на по 5, 6 или 7 души и играят всеки срещу всеки до 5 туша. Времетраенето на боя е максимум 3 пъти по 3 минути с 2 паузи за почивка от 1 минута между тях. Ако за този период от време резултатът между двамата играчи е равен и още няма победител – се избира играч с „приоритет“ и се дава допълнителна само 1 минута. В нея се играе до отбелязването на 1 единствена точка. Който я нанесе първи, печели боя. Ако никой не успее да нанесе точка – печели играчът с „приоритет“.
Във втория кръг следват директни елиминации между играчите преминали през първи кръг. Схемата, по която се състезават е играч с най-много точки, срещу играч с най-малко точки. Следват втори срещу предпоследен в класирането и така нататък. Играят до 15 туша (точки) по същата времева схема, както от първи кръг.
С директни елиминации се стига до финалите и определянето на победител.
Има и няколко вида картони. Жълтият картон е за предупреждение, червеният картон дава точка в полза на противника, черният картон гони фехтовача от състезанието.

## Състезания по спортна фехтовка
Състезанията във фехтовката могат да бъдат както индивидуални, така и отборни. Отборът се състои от четирима души, като един от тях е резерва и може да излезе на мястото на друг по определен ред. Играе се до 45 туша на принципа „всеки срещу всеки“, тоест изиграват се 9 боя.
Най-големите успехи на българската фехтовка се свързват с имената на братята Етрополски и техния треньор Николай Свечников. Легенда в историята на родния спорт е сабльорът Васил Етрополски – единственият българин, световен шампион и носител на световната купа по фехтовка.